# Aeródromo Cuatro Pantanos
El Aeródromo Cuatro Pantanos (OACI: SCVQ) es un terminal aéreo ubicado junto al Vichuquén, Provincia de Curicó, Región del Maule, Chile. Es de propiedad privada.